# Blank Street Coffee
 (août 2025).
Blank Street Coffee, ou plus simplement Blank Street, est une chaîne de cafés américaine fondée en 2020 à Williamsburg (Brooklyn).
En juillet 2025, l'entreprise est valorisée à environ 500 millions de dollars et exploite 90 établissements à New York, Londres, Birmingham, Manchester, Édimbourg, Glasgow, Boston ou encore Washington.
Blank Street est surtout connue pour ses boissons signature aromatisées, composées de spécialités à base de matcha et d'expresso.

Magasin à Manhattan.
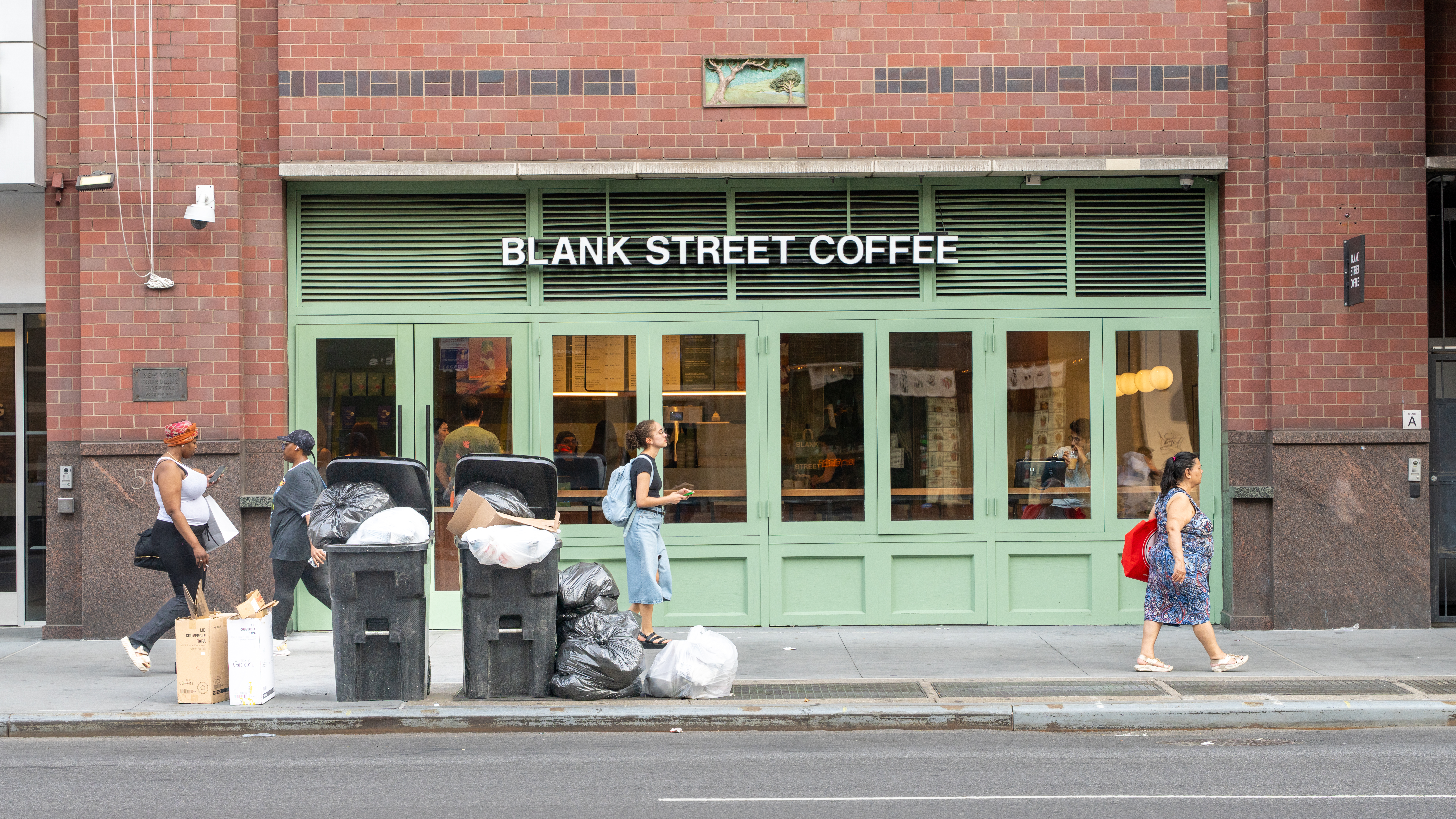
Magasin à Manhattan.
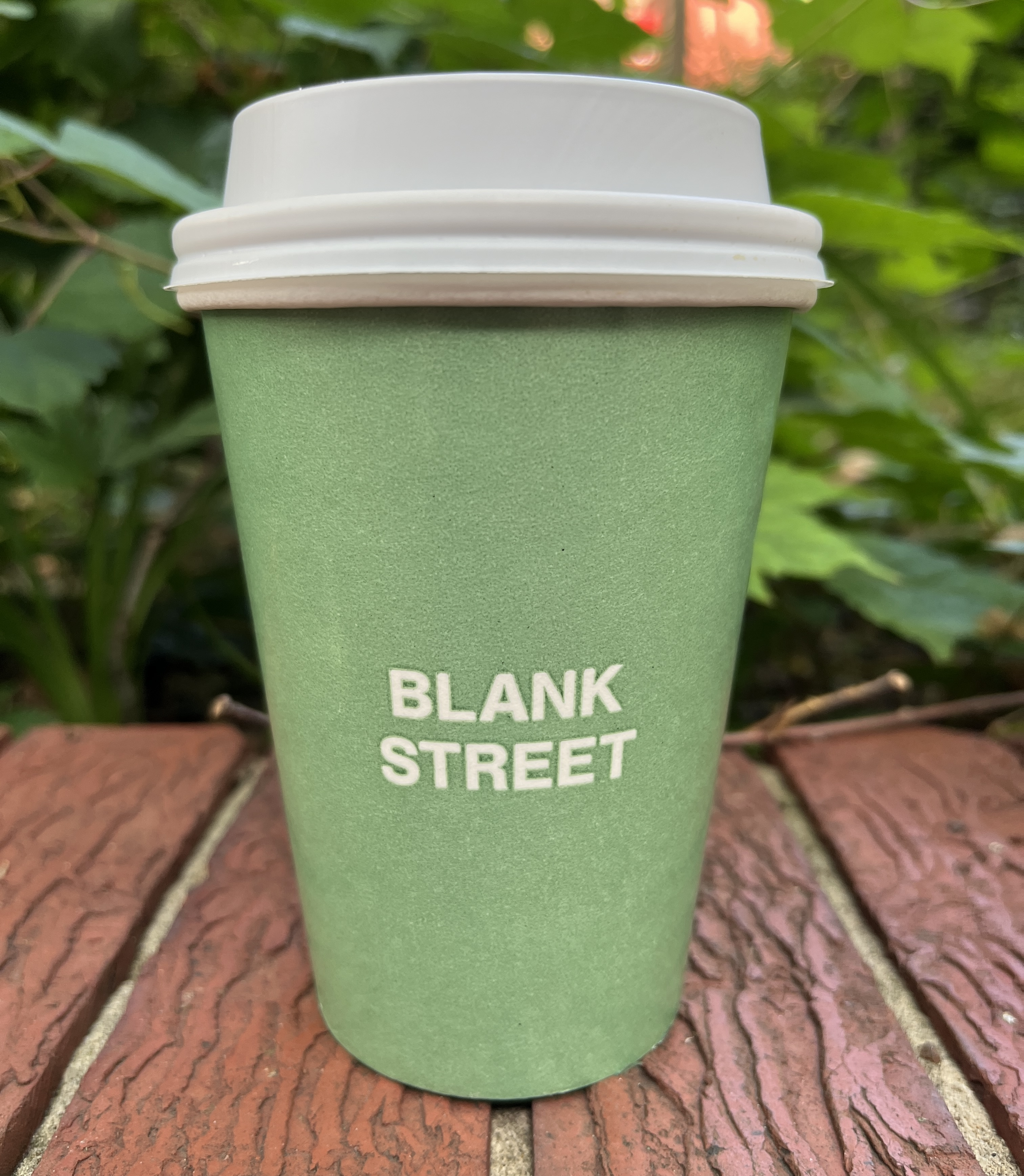
Gobelet avec le nom de la marque.